# Thierry II de Frise occidentale
Pour les articles homonymes, voir Thierry II et Thierry.
Thierry II de Frise occidentale (en néerlandais : Dirk II van West-Frisia), né à Gand vers 930 et mort à Egmond le 6 mai 988, est comte de Frise occidentale de 959 à 988.
Il est le fils de Thierry de Frise et de Gerberge de Hamalant et, par son père, petit-fils de Thierry Ier, comte en Frise.

## Biographie
On a longtemps considéré Thierry II comme fils de Thierry Ier de Frise occidentale, mais on admet actuellement que Thierry II est le fils d'un fils de Thierry Ier, et de Gerberge de Hamalant. En effet Thierry II est encore très jeune en 938 (trop jeune pour avoir été fils de Thierry Ier) lorsqu'il est fiancé à Hildegarde de Flandre, fille d'Arnoul, comte de Flandre, et d'Adèle de Vermandois. Le mariage fut célébré en 950. La chronique du Rhin de Melis Stoke (vers 1375) dit à ce sujet : « Ce bon et brave Thierry avait une femme qui s'appelait Hildegarde. » (« Dese Dideric goed ende wert had een wijf, heet Hildegaert. »)
Après la mort de son beau-père Arnoul, survenue le 27 mars 965, Thierry II fut le tuteur de son neveu Arnoul II, comte de Flandre.

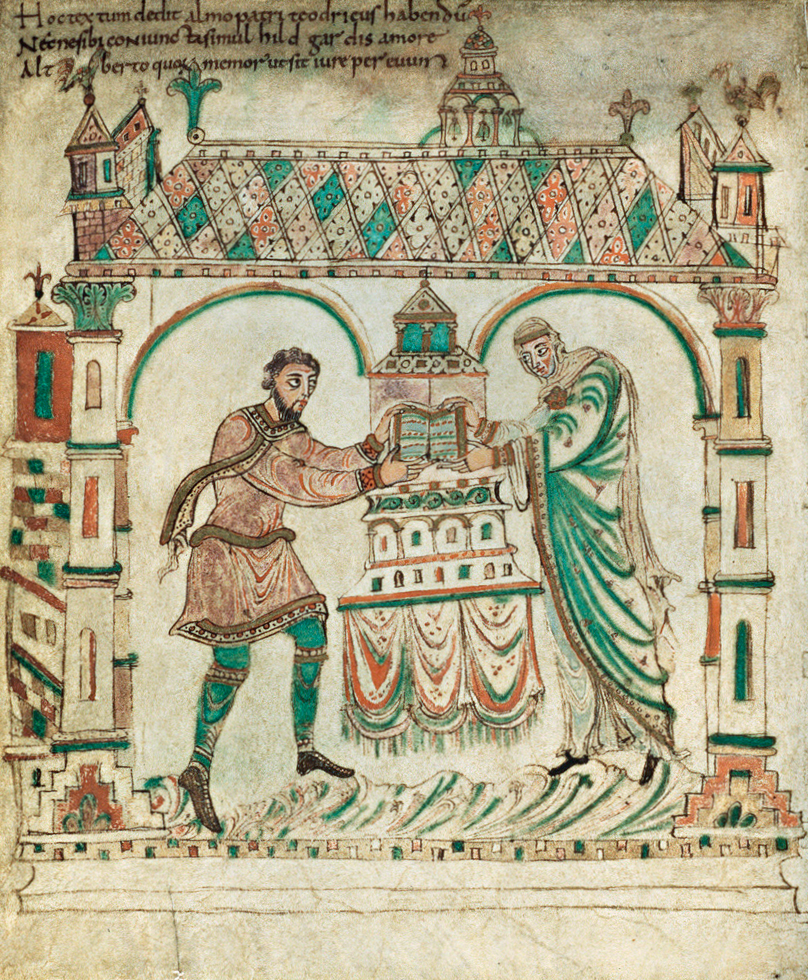
Thierry II avec sa femme Hildegarde déposant un évangéliaire sur l'autel de la nouvelle abbatiale d'Egmond.

Le 15 juin 950, à l'occasion de l'enterrement de saint Albert, Thierry offrit à la ville d'Egmond une abbatiale en pierre. Ce fut probablement à l'occasion de la consécration de cette église qu'il lui donna l'évangéliaire d'Egmond, qui est aujourd'hui considéré comme un des plus importants manuscrits datant du haut Moyen Âge aux Pays-Bas. Il avait acquis vers 975 ce manuscrit du IXe siècle qui contenait le texte des quatre évangiles. Ce manuscrit contient également deux miniatures représentant Thierry et Hildegarde, ajout qui fut effectué sur la demande de Thierry. Le texte d'une de ces miniatures mentionne : « Ce livre a été offert par Thierry et son épouse bien-aimée Hildegarde au miséricordieux père Adalbert, pour qu'il célèbre leur souvenir pour l'éternité. » Ce manuscrit est maintenant conservé dans la Bibliothèque royale des Pays-Bas.
Thierry II prit le château de Gand en 965 et occupa le comté de Flandre de 965 à 988. Le 25 août 985, il obtint de l'empereur Othon III des fiefs dans la Basse-Meuse, le Kennemerland et sur l'île de Texel.
Thierry, sa femme Hildegarde, leur fils Arnould et leur fille Herlinde furent inhumée dans l'abbaye d'Egmond. Leurs tombes furent détruites en 1573 par les Gueux révoltés contre l'Espagne.

## Famille

### Mariage et enfants
Il épouse Hildegarde de Flandre en 950. Trois enfants sont nés de ce mariage :
- Arnould (951-993), comte de Frise ;
- Egbert (951-993), chancelier impérial et archevêque de Trèves ;
- Herlinde (953-1012), abbesse d'Egmont et de Bennebrock.

## Galerie

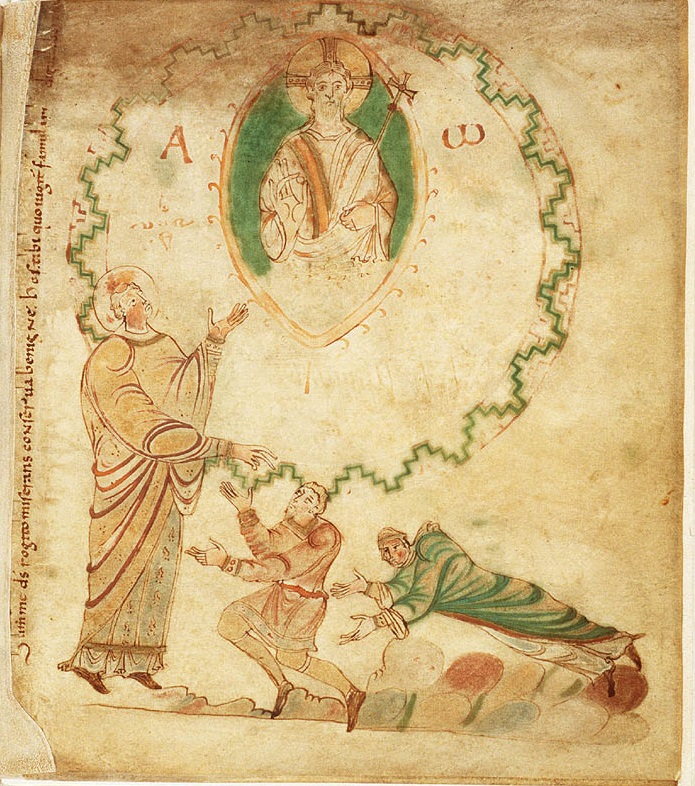
Thierry et sa femme implorant Saint Adalbert (illustration de l'Évangéliaire d'Egmond).
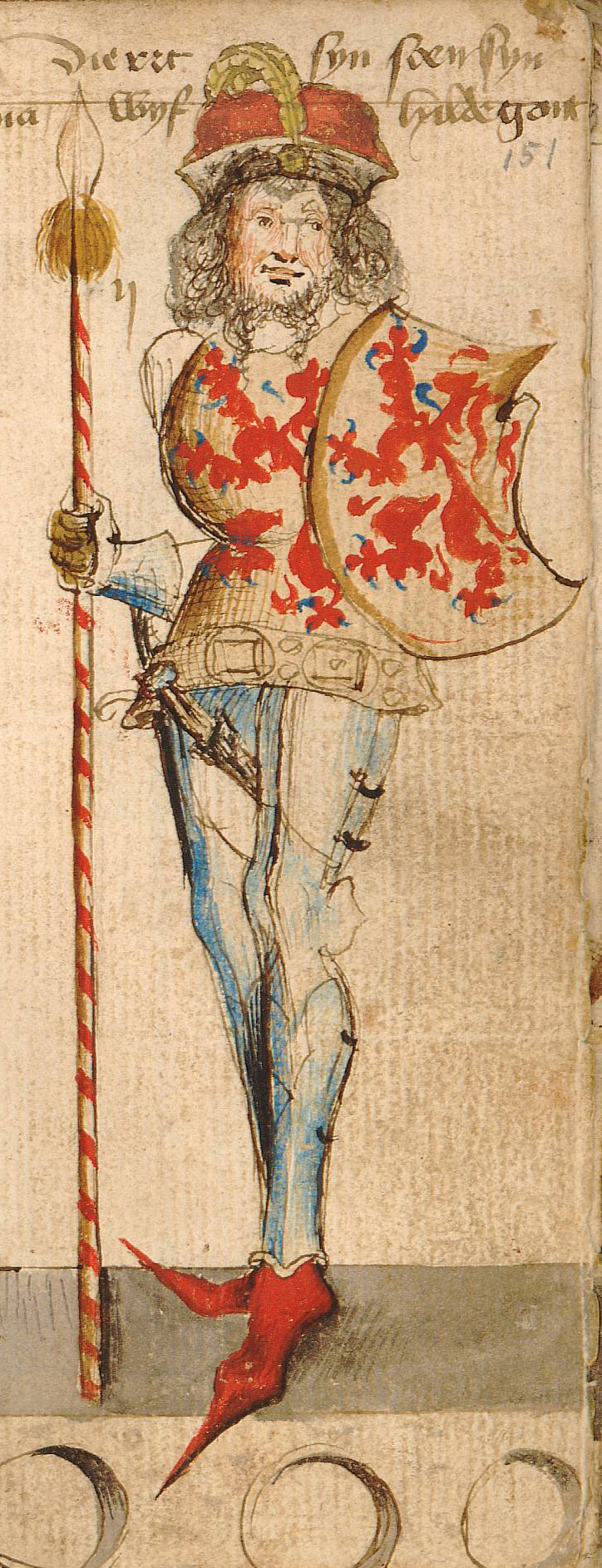
Thierry II représenté par Hendrik van Heessel (XVe siècle).